# The Play About the Baby
The Play About the Baby, traducida como La comedia del bebé o La obra del bebé es una obra de teatro del dramaturgo estadounidense Edward Albee, estrenada en 1998. 

## Argumento
En un lugar y tiempo indeterminados, una joven pareja muestra la plenitud de su felicidad por la llegada de su bebé. Sin embargo, la alegría se torna en truculencia, con la llegada de una pareja madura que roba el niño. A lo largo de la función, llega a plantearse si el bebé realmente ha existido. Se transmite la posibilidad de que dicho bebé no sea sino la inocencia, la ternura, el candor propios de la primera edad, que van desapareciendo (son robados), según se avanza en el camino de la vida.

## Representaciones destacadas
- Almeida Theatre Company, Malvern (Worcestershire), 1998.
  - Dirección: Howard Davies.
  - Intérpretes: Alan Howard (The Man), Frances de la Tour (The Woman), Rupert Penry-Jones (The Boy), Zöe Waites (The Girl).

- Edificio Century Association, Off-Broadway, Nueva York, 2001.[2]
  - Dirección: David Esbjornson.
  - Intérpretes: Brian Murray (The Man), Marian Seldes (The Woman), David Burtka (The Boy), Kathleen Early (The Girl).

- Teatro Maipo, Buenos Aires, 2001.
  - Dirección: Roberto Villanueva.
  - Intérpretes: Norma Aleandro (La Mujer), Jorge Marrale (El Hombre), Verónica Pelaccini (La Chica), Claudio Tolcachir (El Chico).

- Red Stitch Actors Theatre, Melbourne, 2002.
  - Dirección: Kaarin Fairfax.
  - Intérpretes: Brett Cousins, Kat Stewart, Daniel Frederiksen y Laura Gordon.

- Polyforum Cultural Siqueiros, Ciudad de México, 2004.[3]
  - Dirección:  Víctor Weinstock.
  - Intérpretes: Montserrat Ontivdros, José Sefani, Verónica Segura y Andrés Zuno.

- Teatro Barakaldo, Baracaldo, 2006.[4]
  - Intérpretes:  Manuel Galiana (El Hombre), María José Goyanes (La Mujer), Críspulo Cabezas (El Chico), Claudia Giradles (La Chica).